# Дост Мухаммед
Дост Мухаммед, можливі також варіанти Дос Мухаммед, Дост Магомет, Дус Мухаммад - ім'я арабського походження, означає Друг Мухаммед або Друг Мухаммеда, в сенсі "Друг і прибічник пророка Мухаммада".
Серед відомих людей з таким іменем:
- Дост Мухаммед хан Баракзай - емір Афганістану;